# Knemodynerus stigma
Knemodynerus stigma är en stekelart som först beskrevs av Henri Saussure 1863.  Knemodynerus stigma ingår i släktet Knemodynerus och familjen Eumenidae. Utöver nominatformen finns också underarten K. s. arabicus.